# 연문일화
《연문일화》(일본어: 恋文日和)는 조지 아사쿠라가 1998년부터 《별책 프렌드》(코단샤)에 부정기 연재 중인 만화 작품이다.
러브 레터를 소재로 한 옴니버스 작품으로, 2005년에는 제29회 코단샤 만화상 소녀 부문을 수상했다.

## 서지 정보
단행본은 코단샤 코믹스 프렌드로부터 발매되고 있어, 2008년 기준으로, 3권이 발매되었다.
1. 2001년 3월 발매 ISBN 978-4063412291
2. 2001년 3월 발매 ISBN 978-4063412307
3. 2004년 9월 발매 ISBN 978-4063413991

## 영화
《연문일화》는 일본에서 2004년 12월 4일에 개봉한 영화이다.
원작으로부터 3개의 스토리와 영화만의 오리지널 스토리(편지지 일화)로 구성된 옴니버스 영화이다. 영화의 구성으로는, 〈편지지 일화〉 안에, 다른 이야기가 〈나를 모르는 너에게〉, 〈눈에 피는 꽃〉, 〈이카루스의 연인들〉의 순으로 들어가는 형태로 되어있다.

### 나를 모르는 너에게
스토리
어느 날, 아야코는 고교 옥상에서 바람에 날려온 러브 레터를 줍는다. 의외로, 그 마스무라가 쓴 것으로, 평소의 마스무라로부터는 상상도 안되는 순정?의 내용이었다. 그것에 놀란 아야코는, 변덕으로 답장을 써, 기묘한 편지 왕래가 시작되게 된다. 더구나, 아야코(나)가 편지 왕래의 상대인 것을 마스무라(너)는 모른다.
캐스트
- 아야코(무라카와 에리) 연애 사건에 얽힌 적이 없는 평범한 고교생
- 마스무라 야스시(유게 토모히사) 왜인지 타투를 하고 있는 언뜻 보기에 위험한 고교생.
- 카타세 리노(마키 요코) 고교 졸업생. 마스무라의 선배로, 마스무라의 러브 레터의 수신인.

### 눈에 피는 꽃
스토리
겨울 어느 날, 요지에게 온 편지는, 자살을 예고한 것이었다. 그 편지에는 발신인은 써있지 않았지만, 요지는 치유키가 쓴 것이라고 헤아렸다. 그 치유키는 시골에서는 살기 힘들 정도의 미소녀로, 재미있고도 우스운, 좋지 못한 소문도 돌았었다.
캐스트
- 쿠마시로 요지(타나카 케이) 눈이 많이 오는 지방의 고교생.
- 미야시타 치유키(코마츠 아야카) 요지의 동급생.
- 보트 남자(타나카 요지)

### 이카루스의 연인들
스토리
형 코이치의 장례식 후에 눈에 띄는 것을 찾아다니던 켄지는 디지털 카메라 옆에 놓인 형의 편지를 발견한다. 그 편지에는, 디지털 카메라는 너에게 보내니 비디오 테이프를 연인(유우인)에게 전해달라고 쓰여 있었다. 켄지는 형을 고지식하고 융통성이 없는 사람이라고 그때까지는 생각하고 있었지만, 유우인과 만난 후 형의 의외의 일면을 알게 된다.
캐스트
- 켄지(츠카모토 타카시)
- 코이치(타마야마 테츠지) 켄지의 형
- 유우인(도야마 나오) 코이치의 연인, 중국 에스테에 근무하고 있다.

### 편지지 일화
스토리
편지지 전문점 〈편지 가게〉에 근무하고 있던 미코는, 살짝 가게의 주임에게 반해, 방 안은 그의 사진으로 잔뜩이다. 러브 레터를 많이 썼지만, 보내지 못한 채이다. 왜냐하면, 점장에게는 동경의 대상이 있는 걸 알고 있기 때문이다.
캐스트
- 나가노 미코(나카고시 노리코) 〈편지 가게〉의 점원
- 스즈모리 카즈나리(오오쿠라 코지) 〈편지 가게〉의 주임

## 텔레비전 드라마
《연문일화》의 타이틀로 텔레비전 드라마화. 2014년 1월 6일부터 3월 10일까지 닛폰 TV에서 매주 월요일 25:29 ~ 25:59(JST)에 방송되었다.
주연인 E-girls의 10명이 주마다 각 화를 맡는다. 캐치프레이즈는, 〈당신은 편지를 쓴 적이 있습니까?〉.

### 캐스트

#### LETTER1 〈눈에 피는 꽃〉
미야시타 치유키 - 후지이 슈카 (E-girls/Flower)
어머니의 연인이 변할 때마다 이사를 반복해, 〈지금은 공원에서 살고 있어〉라고 태연한 얼굴로 류헤이에게 이야기한다.
쿠마시로 류헤이 - 키쿠타 다이스케
반년 전에 이사 온, 어딘가 가까워지기 어려운 분위기나 신비로운 향기가 감도는 치유키가 신경 쓰이기 시작한다.
- 그 외 - 이마이 타카후미, 아라이 유카, 유키 요헤이, 스가사와 코유키

#### LETTER2 〈도서실의 러브 레터〉
타카세 리리코 - 타케다 쿄카 (E-girls) (제4화)

츠카모토 - 스가 켄타

- 그 외 - 츠루마키 세나

#### LETTER3 〈너에게 읽어주는 편지〉
아즈미 사와코 - 이시이 안나 (E-girls)

유우키 미츠오 - 사쿠라다 도리

테지마 - 마치야마 히라히카

- 그 외 - 오오하시 노리유키

#### LETTER4 〈러브 레터☆패닉〉
하야카와 아이 - 카에데 (E-girls/Happiness)

모리무라 - 우스이 마사히로

이다 - 히로세 토모키

오쿠다 - 이치이 나오키

- 그 외 - 카토 료 (제8화), 카메야마 아키라, 오오모리 마유, 하나우에 마나미, 하시타니 유키, 코바야시 시코

#### LETTER5 〈나를 모르는 너에게〉
코바야시 후미코 - 후지이 카렌 (E-girls/Happiness)

마스무라 야스시 - 아사카 코다이

카타세 리노 - 유키 치사키

히로미 - 나츠오

- 그 외 - 요코야마 하루나, 이와타 료

#### LETTER6 〈코우 짱의 E메일〉
시노하라 나츠메 - 스다 안나 (E-girls/Happiness)

미나미다 코이치로 - 마에다 고키

사사키 - 야노 미사키

- 그 외 - 이토 요자부로, 타키자와 료코, 야마사키 준

#### LETTER7 〈비밀 교환일기〉
타치바나 카에데 - 야마구치 노노카 (E-girls) (제2·4 ~ 5화)
리리코의 친구.
츠츠이 노부오 - 호리이 아라타

- 그 외 - 토마츠 케이야, 나스노 토모히로, 카케가와 료타

#### LETTER8 〈한밤중의 FAX 레터〉
와다 아키코 - 사토 하루미 (E-girls/Flower)

아라키 - 이즈미사와 유키

카호 - 사토 유즈키

- 그 외 - 아오키 리노, 카토 나오미, 히사마츠 유코

#### LETTER9 〈METAL MOON〉
제제 - 반도 노조미 (E-girls/Flower)

카네코 - 오카야마 아마네

메이케 - 사노 히나코

- 그 외 - 나카지마 히로키, 카와무라 료스케

#### LAST LETTER 〈이카루스의 연인들〉
키요미 - Shizuka (E-girls/Dream) (제1 ~ 9화)
고교 영어과 교사.
사토 켄지 - 혼고 카나타
코이치의 남동생.
사토 코이치 - 카키자와 하야토

- 그 외 - 마치야마 히라히카, 사쿠라이 코헤이, 호리 쿄코, 카와바타 카즈오, 이즈미 치누

### 스태프
- 원작 - 조지 아사쿠라 《연문일화》 (별책 프렌드 간/코단샤)
- 각본 - 마츠다 유코, 아라이 유카, 야마자키 아이
- 음악 - 마키도 타로
- 감독 - 아카시 히로토, 혼다 류이치, 미노리카와 오사무, 이노베 요헤이, 마츠이 무소
- 주제가 - E-girls 〈Diamond Only〉 (rhythm ZONE)
- 제작 - 후쿠시 아츠시
- 프로듀스 - 우에노 히로유키, 나카노 나오유키, 후지타 다이스케
- 제작 프로듀스 - 콘도 아유미
- 라인 프로듀스 - 오오카와 신스케
- 협력 - LDH
- 제작 프로덕션 - 닛테레 악스온
- 제작 협력 - 스튜디오 블루
- 기획 제작 - 닛폰 TV
- 제작 저작 - 〈연문일화〉 제작 위원회 (D.N.드림 파트너즈, vap)

### 방송 일자
| 화 수       | 에피소드 타이틀      | 방송일          | 각본          | 감독                      |
| ----------- | -------------------- | --------------- | ------------- | ------------------------- |
| LETTER1     | 눈에 피는 꽃         | 2014년 1월 6일  | 마츠다 유코   | 아카시 히로토             |
| LETTER2     | 도서실의 러브 레터   | 2014년 1월 13일 | 마츠다 유코   | 혼다 류이치               |
| LETTER3     | 너에게 읽어주는 편지 | 2014년 1월 20일 | 마츠다 유코   | 미노리카와 오사무         |
| LETTER4     | 러브 레터☆패닉       | 2014년 1월 27일 | 아라이 유카   | 이노베 요헤이             |
| LETTER5     | 나를 모르는 너에게   | 2014년 2월 3일  | 야마자키 아이 | 미노리카와 오사무         |
| LETTER6     | 코우 짱의 E메일      | 2014년 2월 10일 | 마츠다 유코   | 아카시 히로토             |
| LETTER7     | 비밀 교환일기        | 2014년 2월 17일 | 마츠다 유코   | 아카시 히로토             |
| LETTER8     | 한밤중의 FAX 레터    | 2014년 2월 24일 | 아라이 유카   | 혼다 류이치               |
| LETTER9     | METAL MOON           | 2014년 3월 3일  | 아라이 유카   | 마츠이 무소 이노베 요헤이 |
| LAST LETTER | 이카루스의 연인들    | 2014년 3월 10일 | 마츠다 유코   | 아카시 히로토             |

| 닛폰 TV 월요일 25:29 ~ 25:59 시간대                                               | 닛폰 TV 월요일 25:29 ~ 25:59 시간대 | 닛폰 TV 월요일 25:29 ~ 25:59 시간대                                 |
| 이전 작품                                                                         | 작품명                              | 다음 작품                                                           |
| --------------------------------------------------------------------------------- | ----------------------------------- | ------------------------------------------------------------------- |
| J's 티처 Kis-My-Ft2 후지가야 타이스케 극동 러시아를 가다 (2013.10.7 ~ 2013.12.23) | 연문일화 (2014.1.6 ~ 2014.3.10)     | 텐토우무Chu!의 세계를 열중시키겠습니다 선언! (2014.4.15 ~ 2014.7.8) |